# Wereldkampioenschappen zeilen 2007
De wereldkampioenschappen zeilen 2007 was de tweede editie van dit door de International Sailing Federation (ISAF) georganiseerde zeilevenement. Het evenement vond plaats van 28 juni tot en met 13 juli in Cascais aan de Portugese westkust, niet ver van de Portugese hoofdstad Lissabon.
In totaal werd er gevaren in elf verschillende olympische zeilklassen, vier voor mannen, vier voor vrouwen en drie in een open klasse. In de klassen werden tien tot twaalf races gevaren, inclusief de afsluitende medaillerace. Alle klassen werden als fleetrace gevaren.
De wereldkampioenschappen waren tegelijkertijd de belangrijkste kwalificatiewedstrijd voor de Olympische Zomerspelen 2008 in Peking. Van alle quotaplaatsen werd 75 procent tijdens deze wedstrijden vergeven.

## Medailles

### Mannen
| Onderdeel | Goud                       | Goud | Zilver                       | Zilver | Brons                     | Brons |
| --------- | -------------------------- | ---- | ---------------------------- | ------ | ------------------------- | ----- |
| RS:X      | Ricardo Santos             | BRA  | Przemysław Miarczyński       | POL    | Nick Dempsey              | GBR   |
| Laser     | Tom Slingsby               | AUS  | Andrew Murdoch               | NZL    | Deniss Karpak             | EST   |
| 470       | Nathan Wilmot Malcolm Page | AUS  | Sven Coster Kalle Coster     | NED    | Gideon Kliger Udi Gal     | ISR   |
| Star      | Robert Scheidt Bruno Prada | BRA  | Xavier Rohart Pascal Rambeau | FRA    | Iain Percy Andrew Simpson | GBR   |

### Vrouwen
| Onderdeel    | Goud                                | Goud | Zilver                                   | Zilver | Brons                                       | Brons |
| ------------ | ----------------------------------- | ---- | ---------------------------------------- | ------ | ------------------------------------------- | ----- |
| RS:X         | Zofia Klepacka                      | POL  | Barbara Kendall                          | NZL    | Jessica Crisp                               | AUS   |
| Laser Radial | Tatjana Drozdovskaja                | BLR  | Sari Multala                             | FIN    | Petra Niemann                               | GER   |
| 470          | Marcelien de Koning Lobke Berkhout  | NED  | Ingrid Petitjean Nadège Douroux          | FRA    | Christina Bassadone Saskia Clark            | GBR   |
| Yngling      | Sarah Ayton Sarah Webb Pippa Wilson | GBR  | Sally Barkow Carrie Howe Deborah Capozzi | USA    | Shirley Robertson Annie Lush Lucy MacGregor | GBR   |

### Open
| Onderdeel | Goud                         | Goud | Zilver                                       | Zilver | Brons                        | Brons |
| --------- | ---------------------------- | ---- | -------------------------------------------- | ------ | ---------------------------- | ----- |
| Finn      | Rafael Trujillo Villar       | ESP  | Pieter-Jan Postma                            | NED    | Gasper Vincec                | SLO   |
| 49er      | Stevie Morrison Ben Rhodes   | GBR  | Nico Luca delle Karth Nikolaus Leopold Resch | AUT    | Nathan Outteridge Ben Austin | AUS   |
| Tornado   | Fernando Echávarri Antón Paz | ESP  | Carolijn Brouwer Sébastien Godefroid         | BEL    | Mitch Booth Pim Nieuwenhuis  | NED   |

### Medaillespiegel
| Plaats | Land                | Goud | Zilver | Brons | Totaal |
| 1      | Verenigd Koninkrijk | 2    | 0      | 4     | 6      |
| 2      | Australië           | 2    | 0      | 2     | 4      |
| 3      | Brazilië            | 2    | 0      | 0     | 2      |
| 3      | Spanje              | 2    | 0      | 0     | 2      |
| 5      | Nederland           | 1    | 2      | 1     | 4      |
| 6      | Polen               | 1    | 1      | 0     | 2      |
| 7      | Wit-Rusland         | 1    | 0      | 0     | 1      |
| 8      | Frankrijk           | 0    | 2      | 0     | 2      |
| 8      | Nieuw-Zeeland       | 0    | 2      | 0     | 2      |
| 10     | België              | 0    | 1      | 0     | 1      |
| 10     | Finland             | 0    | 1      | 0     | 1      |
| 10     | Oostenrijk          | 0    | 1      | 0     | 1      |
| 10     | Verenigde Staten    | 0    | 1      | 0     | 1      |
| 14     | Duitsland           | 0    | 0      | 1     | 1      |
| 14     | Estland             | 0    | 0      | 1     | 1      |
| 14     | Israël              | 0    | 0      | 1     | 1      |
| 14     | Slovenië            | 0    | 0      | 1     | 1      |
| Totaal | Totaal              | 11   | 11     | 11    | 33     |